# Четвъртият вид
„Четвъртият вид“ (на английски: The Fourth Kind) е щатски научнофантастичен психологически трилър и филм на ужасите от 2009 г. на режисьора Олатунде Осунсанми. В него участват Мила Йовович, Уил Патън, Кори Джонсън, Елиас Котеас, Шарлот Милчърд, Мия Маккена-Брус, Юлиан Вергов и Олатунде Осунсанми.